# 백남준아트센터

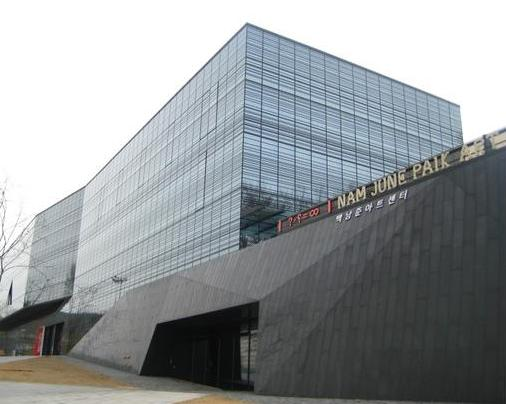
백남준아트센터

백남준아트센터(영어: Nam June Paik Art Center)는 대한민국의 비디오 아티스트 백남준(1932 ~ 2006)의 작품을 소장 및 전시한 미술관이다. 백남준의 미디어 아트를 비롯한 예술세계를 연구하기 위하여 2008년 경기도 용인시 기흥구에 설립한 도립미술관이며 경기문화재단 소속이다.

## 연혁
백남준아트센터는 2006년 백남준 별세 2년을 맞이하여 2008년 4월 30일 준공식을 치렀고, 10월 9일 공식 개관하였다. 경기도 용인시 기흥구 상갈동 85번지에 소재한 백남준아트센터는 2002년 경기도와 살아 생전의 백남준이 백남준 미술관의 설립 계약을 맺었고, 백남준은 이 미술관의 성격을 백남준이 오래 사는 집으로 명명하였다.
초대 이영철 관장은 백남준아트센터 학예연구실과 함께 개관기념 행사를 기획 추진하여 2008년 10월 8일 NOW JUMP 페스티벌을 4개월 동안 진행했다. 이 페스티벌은 소위 '스테이션' 체제로서 3개의 스테이션으로 구성되었다. 스테이션 1은 백남준 작가의 기념비적 예술세계를 다양한 맥락과 관점에서 조명하는 상설전시였으며, 지금까지 백남준아트센터 상설전시의 골간을 이어가고 있다. 스테이션 2는 페스티벌 봄의 예술감독 김성희 씨를 기용하여 로메오 카스텔루치, 보리스 샤르마츠, 리미니 프로토콜 등 세계적인 컨템포러리 퍼포먼스 공연을 미술관에서 관람하는 혁신적인 페스티벌이었으며, 스테이션 3는 국내외 활발하게 활동하는 미술작가들의 동시대 작업들로 구성된 기획전시였다. 4개월여에 걸쳐 지속된 이 페스티벌은 백남준 작가의 복합적이며 다층적인 삶과 예술 그리고 이후의 예술적 흐름을 새로운 단계로 파악하고 진전시킨 행사로 기록되고 있다.
백남준아트센터 학예연구실은 국내 최초로 외국인 큐레이터 토비아스 버거, 클라우디아 페스타나 등을 기용하여 백남준의 국제적인 위상에 걸맞는 본격적인 글로벌 네트워크 망 하에서 전시 활동 및 연구 활동을 시도하였다. 또한 공공예술과 교육 및 출판 부문에도 인력을 전진배치하여 백남준 예술을 일반에게 이해시키고자 했다. 백남준아트센터의 전시는 기획전 수퍼하이웨이 첫 휴게소, 신화의 전시-전자 테크놀로지, 랜덤 액세스 산으로 간 펭귄 트릭스터가 세상을 만든다 미디어스케이프, 백남준의 걸음으로 TV 코뮨 등과 분기별로 개편 전시되는 백남준 상설전을 펼쳤다.
2010년 1월 백남준아트센터는 출판팀을 발족시켜 백남준이 직접 집필한 글들을 유럽의 연구자 에디트 데커와 이르멜린 리비어 등이 편집한 《백남준: 말[馬]에서 크리스토까지》를 국내 최초 번역 출간했고, 3월 이영철 관장과 연구원 김남수 공저로 백남준 예술의 독특한 코드를 집대성한 리소스 북 《백남준의 귀환》을 출간했다. 이 두 권의 책은 백남준 연구 붐을 촉발할 만한 기본 자료로 평가받고 있다. 이후 NJP Reader라는 국제적인 예술가와 큐레이터, 사유자들이 필진으로 참여한 잡지를 창간했으며, 3호까지 발간되었다.
백남준의 선물이란 제하의 백남준 국제 심포지움이 2009년 2월 제1회 《관점이동과 시간성》이란 주제로 열렸고, 백남준의 유럽 지인 마리 바우어마이스터 바존 브락 같은 예술가들과 김진석 김수기 함성호 등의 국내 지성들이 함께 참여했다. 2009년 9월 제2회 국제 심포지움 《고르디아스의 매듭 다시 묶기》가 열렸고, 조정환 정헌이 수잔 노이부르거 데이비드 저르빕 등이 참여하였다. 2010년 12월 제3회 국제 심포지움 《뉴미디어의 고고학》이 열렸고, 존 라이크만 장 폴 파르지에 리샤르 팽하 등이 참여하였다.
경기문화재단 산하 백남준아트센터는 2010년 하반기 각계 인사들이 백남준 예술의 정신과 예술사적 의미 등을 종합적으로 연구하는 '백남준 총체미디어 연구소'를 설립할 계획이라고 2010년 1월 28일 밝혔다. 백남준아트센터는 '백남준 총체미디어 연구소'를 용인시 기흥구 상갈동 소재 아트센터 내에 설치할 예정이며, 미술사 전공자는 물론 물리학 및 사회학, 인류학, 음악학 등 다양한 전공자들도 연구원으로 참여시켜 통합적이고 확장된 관점에서 백남준을 연구하게 된다고 밝혔다.
이후 이 연구소 추진 계획은 백지화되었으며, 백남준아트센터는 제2대 관장 박만우 씨, 제3대 관장 서진석 씨에 이어 백남준 아트센터 큐레이터였으며 삼성미술관 리움 책임연구원으로 활동했던 김성은 씨가 관장에 임용되었다.

## 백남준아트센터 국제예술상
2009년 백남준아트센터는 제1회 '백남준아트센터 국제예술상'을 주최하여 수상자로 설치미술가 이승택, 안무가 안은미, 미디어 아티스트 시엘 플로이에, 일렉트로닉 아티스트 로버트 애드리안 엑스 등으로 선정했고, 제2회 '국제예술상'은 프랑스 출신의 사회학자이자 철학자 브뤼노 라투르가 수상했다. '국제예술상'은 과학기술과 예술이 대칭적으로 결합된 백남준의 예술세계에 경의를 표하면서 제2의 백남준이 될 만한 예술가를 발굴하거나 보다 창조적이고 확장된 관점에서 백남준 예술을 담론화하기 위해 2009년 처음 마련한 상이다.

## 시설 소개
백남준아트센터는 지하 2층, 지상 3층, 연면적 5천605m2 규모로 내부에 상설 및 기획전시실, 비디오 보관실, 다목적실, 편의시설 등을 갖추고 있다.
이곳에는 대한민국 최초로 공개된 고 백남준 선생의 소장품 '코끼리 마차'와 'TV 정원', 그리고 삼각형, 사각형, 원형 등 3가지 형태를 레이저 광선으로 형상화한 '삼원소' 등 2,285점의 작품이 전시되었다.
관람료는 무료

## 위치
- 경기도 용인시 기흥구 상갈로 6
- 수원 나들목옆 신갈오거리에서 한국 민속촌방향 도보로 10분거리
- 경기도박물관 옆, 신갈고등학교 정문 바로앞수원앞나들목 옆 신갈오거리에서 한국 민속촌방향 도보로 10분거리